# Digitaler Dualismus
Digitaler Dualismus bezeichnet die Haltung, der Cyberspace oder die virtuelle Welt und die sinnlich erfassbare, reale Welt bildeten einen Gegensatz. Der Digitale Dualismus ist eine verbreitete Überzeugung, die auch die mediale Berichterstattung zu Social Media prägt, wird aber von spezialisierten Soziologen abgelehnt.

## Hintergrund
Der Begriff geht zurück auf Nathan Jurgenson, der ihn für das Ergebnis eines Fehlschlusses hält. 
Er definiert Digitalen Dualismus als die Einstellung, die digitale Welt sei virtuell, die analoge hingegen real. Jurgenson verwendet als Analogie die Konstruktion des Films The Matrix, in dem die Matrix für die virtuelle Welt steht, Zion für die reale. 
Diese Einstellung lässt sich auf frühe Arbeiten zur Theorie der Internetkommunikation zurückführen, wie sie z. B. von Sherry Turkle in ihrem Buch Second Self von 1984 vorgelegt worden sind.
Digitaler Dualismus wird oft auf Identitätsmanagement angewendet, wie Philippe Wampfler konstatiert: 

„Der Dualismus ist auch in Bezug auf unsere Persönlichkeit eine verbreitete Position: Er gibt vor, wir hätten eine feste Identität, die sich in der physischen Welt manifestiert (über unser Aussehen, unser Verhalten, unsere Eigenschaften etc.). In der virtuellen Welt präsentierten wir dann Facetten dieser Identität, eigentliche Zerrbilder, häufig versehen mit Pseudonymen oder Avataren. Auch hier wird schnell eine Bedrohung unserer Identität festgestellt: Durch die virtuelle Zersplitterung könnten wir uns verlieren, könnten vergessen, wer wir wirklich sind und wessen wir bedürfen.“

## Beispiele
Digitale Dualisten trennen beispielsweise: 
1. Profile auf Social Media als virtuelle Identitäten von realen Rollen, die Menschen in ihrem Leben einnehmen
2. virtuelle Beziehungen und Gespräche von solchen, die sich ohne Zuhilfenahme von Technologie abspielen
3. geografische Orte von ihrer virtuellen Repräsentation auf einer Karte (Geotag)
4. politischen Aktivismus von digitalem Aktivismus (auch Hacktivismus oder Slacktivismus genannt)

## Kritik
Die Hauptkritik gegen Digitalen Dualismus stammt von der Sichtweise der erweiterten Realität, die auch Jurgenson vertritt:

„Eine Konzeptionalisierung und eine Theorie des Internets – und allgemeiner von Räumen und Orten – müsste wie folgt aussehen: Digitale und physische Realitäten konstruieren sich dialektisch gegenseitig. Nehmen wir als Beispiel soziale Netzwerke wie MySpace und Facebook: Sie sind nicht von der realen Welt zu unterscheiden, sondern haben damit zu tun – genau so wie die physische Welt mit digitalisierten sozialen Prozessen zu tun hat. Wir können das »Reale« nicht länger als Gegensatz zu »Online« denken. Stattdessen brauchen wir ein Paradigma, das die Implosion der Welt der Bits und Atome in eine erweiterte Realität berücksichtigt.“

Auch Zeynep Tufecki argumentiert dahingehend, Technologie habe schon immer die physische Welt erweitert, indem sie dem Menschen die Möglichkeit gegeben hat, symbolische Kommunikation von der Präsenz des Körpers zu trennen. Gäbe es eine von der realen getrennte physische Welt, würde sie schon seit der Verschriftlichung von menschlicher Rede existieren, argumentieren Kritiker des Digitalen Dualismus. 
In der Praxis lassen sich durchaus Wechselwirkungen zwischen virtuellen und realen Prozessen beschreiben, die gegen eine Trennung sprechen. So haben Beziehungen heute oft eine virtuelle und eine reale Dimension, die sich nicht trennen lassen. Die Orientierung im geografischen Raum erfolgt für viele Menschen ausschließlich über die virtuelle Repräsentation des Raums auf ihren Smartphones. 
In der deutschsprachigen Diskussionen haben Volker Frederking und Axel Krommer darauf hingewiesen, dass die Kritik am Digitalen Dualismus auch Konsequenzen für die Medienpädagogik hat, weil diese zumindest im Internet nicht mehr voraussetzen kann, dass die Trennung von real-alltäglicher Primärerfahrung und Medialitätsbewusstsein ein sinnvolles Ziel darstellen kann, weil „zwischen Realität und Medialität“ „vielschichtige Verflechtungen“ bestehen.